# German Offshore Award
Der German Offshore Award ist ein Ehrenpreis der Freien und Hansestadt Hamburg, der jährlich im Februar seit 2008 für die beste deutsche Hochseeyacht der vergangenen Saison bei internationalen Regatten von einer Jury aus Vertretern der großen Hamburger Segelvereine unter Vorsitz des Hamburger Segel-Verbandes vergeben wird. Der Wanderpreis wird traditionell im Großen Saal des Hamburger Rathauses in einer Feierstunde überreicht. Der German Offshore Award wurde von dem Hamburger Regattasegler Volker Andreae (1953–2023) initiiert.

## Vergabekriterien
Grundlage zur Ermittlung der siegreichen Yacht ist eine Formel, in die verschiedene Faktoren wie der Schwierigkeitsgrad der Regatta, die Anzahl der gemeldeten Yachten, die Wetter- und Windbedingungen sowie das Ergebnis im Gesamtklassement eingehen. Entscheidende Faktoren der Wertung sind die Länge der Regattastrecke in Seemeilen und die Anzahl der Konkurrenten.

## Jury
Seit 2013 leiten Carl-Friedrich Schott und Friedrich Hausmann für die German Offshore Owners Association die Durchführung der Jurysitzung und die Preisveranstaltung im Rathaus. Entscheidend für eine transparente und faire Beurteilung der Leistungen der nominierten Yachten sind vor allem die Witterungsbedingungen während der Regatta. Seit Jahren unterstützen die Jury dabei Meeno Schrader und Sebastian Wache von der Firma Wetterwelt ehrenamtlich mit ihrer meteorologischen Bewertung.

## Preiskategorien
- German Offshore Award für die beste deutsche Hochseeyacht der vergangenen Saison
- Lifetime Award für das seglerische Lebenswerk einer Person oder herausragende Leistung der Person
- Wehring & Wolfes Jugendpreis für die erfolgreiche Jugendarbeit

| Jahr | Eigner / Skipper             | Yacht                     |
| ---- | ---------------------------- | ------------------------- |
| 2008 | Felix Scheder-Bieschin       | Marten 49 Vineta          |
| 2009 | Harald Baum                  | Swan 48 Elan              |
| 2010 | Boris Herrmann / Felix Oehme | Class40 Beluga Racer      |
| 2011 | Jörg Riechers                | Class40 Mare.de           |
| 2012 | Christopher Opielok          | Corby 36 Rockall III      |
| 2013 | Jörg Riechers                | Class40 Mare.de           |
| 2014 | Jens Kellinghusen            | KER 51 Varuna             |
| 2015 | Jens Kellinghusen            | KER 51 Varuna             |
| 2016 | Dieter Schön / Marcus Wieser | 72 Fuß Maxi-Yacht Momo    |
| 2017 | Christian Plump              | Elena Nova                |
| 2018 | Uwe Lebens                   | STP 65 Milan              |
| 2019 | Boris Herrmann               | IMOCA Malizia-Seaexplorer |
| 2020 | Tilmar Hansen                | TP 52 Outsider            |
| 2021 | Lennart Burke                | Mini-Tonner Vorpommern    |
| 2022 | Boris Herrmann               | IMOCA Malizia-Seaexplorer |
| 2023 | Aksel Berg                   | TP 52 Red Bandit          |
| 2024 | Dirk Clasen                  | Humphreys 39 Ginkgo       |